# 1972年1月30日月食
1972年1月30日月食为一次在协调世界时1972年1月30日出現的月全食。該次月食半影食分為2.124、全影食分為1.055。偏食維持了102分，全食維持18分。

## 概述
這次月食的食分是8.80，偏食維持了102分，全食維持18分。

## 基本參數
- 類型：月全食
- 食甚資料：
  - 日期：1972年1月30日
  - 時間：10:53
  - 月球位置：赤經8.80度、赤緯17.5度
  - 食分：半影食分：2.124、全影食分：1.055
  - 持續時間：偏食102分、全食18分

## 外部連結
- NASA月食專頁（页面存档备份，存于）（英文）